# Campeonato Paulista de Futebol de 1945
O Campeonato Paulista de Futebol de 1945 foi a 5.ª edição do campeonato organizado pela FPF. Teve como campeão a equipe do São Paulo FC e o Corinthians como vice.
Os artilheiros do campeonato foram das equipes do SPR, Passarinho, e do Corinthians, Servilio de Jesus, com 17 gols.
O Campeonato de 45 foi o ocaso de alguns craques do São Paulo, como Virgílio e Zezé Procópio, este um dos "monstros sagrados" daquela época.

## Disputa do título
O São Paulo ganhou com alguma facilidade o título de 1945, sem receber grande ameaça de seus principais concorrentes, Corinthians e Palmeiras. Acontece que o esquadrão de Leônidas da Silva, Sastre e Bauer era o melhor time do estado aplicando em seu auge uma goleada histórica no Jabaquara Atlético Clube por 12 a 1, com 4 gols de Leônidas da Silva, 4 de Remo Januzzi, 3 de Teixeirinha e um de Barrios. Garantiu o título na antepenúltima rodada, com uma suada vitória sobre o Ypiranga por 3 a 2, já que o adversário ficou na frente do placar por 2 vezes. Porém um empate lhe bastaria para a conquista.

## Campanha do Campeão
08/04/1945 Jabaquara 2-6 São Paulo
15/04/1945 Ypiranga 1-3 São Paulo
22/04/1945 São Paulo 1-0 Palmeiras
28/04/1945 Juventus 1-4 São Paulo
06/05/1945 São Paulo 3-2 Corinthians
13/05/1945 Santos 1-1 São Paulo
20/05/1945 SPR/São Paulo Railway 1-4 São Paulo
26/05/1945 São Paulo 4-1 Comercial (São Paulo)
03/06/1945 Portuguesa de Desportos 1-2 São Paulo
17/06/1945 São Paulo 5-0 Portuguesa Santista
08/07/1945 São Paulo 12-1 Jabaquara
21/07/1945 São Paulo 6-1 SPR/São Paulo Railway
29/07/1945 São Paulo 1-0 Juventus
12/08/1945 Corinthians 2-1 São Paulo
19/08/1945 São Paulo 4-0 Santos
26/08/1945 São Paulo 2-1 Portuguesa de Desportos
09/09/1945 Comercial (São Paulo) 1-2 São Paulo
16/09/1945 São Paulo 3-2 Ypiranga
23/09/1945 Palmeiras 1-1 São Paulo
30/09/1945 Portuguesa Santista 1-5 São Paulo

## Jogo do título
- 16 de setembro de 1945
- São Paulo 3 x 2 Ypiranga[7][8]
- Estádio: Pacembu
- Público: 11.211 pagantes
- Renda: Cr$ 71.450,00
- Árbrito: Arthur Cidrin
- Gols: Duzentos (CAY) aos 12', Luizinho (SPFC) aos 19', Aldo (CAY) aos 28', Luizinho (SPFC) aos 46'e Leônidas da Silva (SPFC) aos 57'.
- São Paulo: Gijo, Piolin, Armando Renganeschi; Bauer, Zarzur e Rui; Luizinho, Sastre, Leônidas da Silva, Remo Januzzi e Teixeirinha. Técnico: Joreca
- Ypiranga: Osvaldo, Lulu e Sapolinho; Garro, Oliveira e Alcebíades; Aldo, Reinaldo, Figliola, Nenê e Duzentos. Técnico:
  - Jogo preliminar: São Paulo (aspirantes) 4 x 0 Ypiranga (aspirantes)

| Campeão Paulista de 1945 |
| ------------------------ |
| SÃO PAULO (3º título)    |

## Classificação final
| Classificação - Final | Classificação - Final | Classificação - Final | Classificação - Final | Classificação - Final | Classificação - Final | Classificação - Final | Classificação - Final | Classificação - Final | Classificação - Final | Classificação - Final | Classificação - Final |
| Time | Time                  | PG                    | J                     | V                     | E                     | D                     | GP                    | GC                    | SG                    |                       |                       |
| --- | --------------------- | --------------------- | --------------------- | --------------------- | --------------------- | --------------------- | --------------------- | --------------------- | --------------------- | --------------------- | --------------------- |
| 1 | São Paulo             | 36                    | 20                    | 17                    | 2                     | 1                     | 70                    | 20                    | 50                    |                       |                       |
| 2 | Corinthians           | 31                    | 20                    | 14                    | 3                     | 3                     | 56                    | 24                    | 32                    |                       |                       |
| 3 | Palmeiras             | 29                    | 20                    | 11                    | 7                     | 2                     | 47                    | 17                    | 30                    |                       |                       |
| 4 | Portuguesa            | 25                    | 20                    | 10                    | 5                     | 5                     | 44                    | 22                    | 22                    |                       |                       |
| 5 | Jabaquara             | 20                    | 20                    | 9                     | 2                     | 9                     | 48                    | 65                    | -17                   |                       |                       |
| 6 | Santos                | 18                    | 20                    | 8                     | 2                     | 10                    | 34                    | 46                    | -12                   |                       |                       |
| 7 | Ypiranga              | 17                    | 20                    | 8                     | 1                     | 11                    | 37                    | 44                    | -7                    |                       |                       |
| 8 | São Paulo Railway     | 14                    | 20                    | 6                     | 2                     | 12                    | 37                    | 52                    | -15                   |                       |                       |
| 9 | Juventus              | 12                    | 20                    | 5                     | 2                     | 13                    | 34                    | 45                    | -11                   |                       |                       |
| 10 | Comercial             | 11                    | 20                    | 4                     | 3                     | 13                    | 32                    | 60                    | -28                   |                       |                       |
| 11 | Portuguesa Santista   | 7                     | 20                    | 2                     | 3                     | 15                    | 23                    | 69                    | -46                   |                       |                       |
| PG - Pontos Ganhos; J - Jogos; V - Vitórias; E - Empates; D - Derrotas; GP - Gols Pró; GC - Gols Contra; SG - Saldo de Gols |                       |                       |                       |                       |                       |                       |                       |                       |                       |                       |                       |

|  |         |
|  | Campeão |